# País de Lorient
El País de Lorient (en bretó: Bro An Oriant) és un país situat al departament d'Ar Mor-Bihan, a la regió Bretanya.

## Territori
Aplega 30 municipis agrupats en les següents estructures intercomunals :
- Aglomeració Lorient, amb 19 comunes (Brandérion, Caudan, Cléguer, Gâvres, Gestel, Groix, Guidel, Hennebont, Inzinzac-Lochrist, Lanester, Languidic, Larmor-Plage, Locmiquélic, Lorient, Ploemeur, Pont-Scorff, Port-Louis, Quéven i Riantec), 188.330 habitants en una superfície de 477.35 km² ;
- la comunitat de comunes de Blavet Bellevue Océan, amb 5 comunes (Kervignac, Merlevenez, Nostang, Plouhinec, Sainte-Hélène), 12.899 habitants en una superfície de 116 km² ;
- la comunitat de comunes de la regió de Plouay, amb 6 comunes (Bubry, Calan, Inguiniel, Lanvaudan, Plouay, Quistinic), 11.802 habitants en una superfície de 261,36 km² .

## Geografia
El país de Lorient està situat entre la rada de Lorient, el Scorff i el Blavet. El Finisterre constitueix el seu límit occidental, marcat per la Laïta i el Scorff. La ria d'Étel marca el seu límit oriental. El límit septentrional està format pel districte de Pontivy.

## Posada en pràctica
La posada en pràctica s'articula de la següent manera.:
- Una charte que formalitza els compromisos dels diferents actors del país i defineix les orientacions estratègiques de desenvolupament.
- Un comitè de direcció compost de 15 membres : 8 electes de Cap l'Orient, 3 electes de la comunitat de comunes de Blavet Bellevue Océan, 3 electes de la comunitat de comunes de la regió de Plouay i 1 electe de la Regió. Els directors de les tres comunitats són associats als treballs del comitè ;
- Un consell de desenvolupament que és una instància de consulta que supervisa la posada en pràctica del projecte en el desenvolupament del país. Hi són designats dels representants del món econòmic, social i associatiu. Està format per 72 membres repartits en 5 col·legis : col·legi 1 : sindicats de treballadors, 18 membres; col·legi 2 : món econòmic, 18 membres, col·lègi 3 : vida associativa, 18 membres, col·legi 4 : organismes qualificats, 9 membres, col·legi 5 : personalitats qualificades, 9 membres ;
- Un contracte de país que permet contractualitzar amb la Regió per tal de dur a terme projectes de desenvolupament local. El contracte de País 2007-2013 té un pressupost global de 21,5 milions d'euros i cobreix 28 projectes.

## Els eixos estratègics
El projecte del País de Lorient està orientat en tres sectors estratègics.
- Economia : desenvolupar un espai econòmic dinàmic i respectuós amb un desenvolupament equilibrat ;
- Medi ambient : valorar un territori organitzat al voltant de la identitat illa-mar-rada-valls ;
- Social : construir un país solidari per a una vida quotidiana de qualitat i una personalitat cultural forta.